# José Ángel Acosta León
Ángel Acosta León fue un pintor que nació en (Marianao, La Habana, Cuba, el 2 de agosto de 1932-5 de diciembre de 1964) Realizó sus estudios de escultura desde 1952 a 1957 en la Escuela Nacional de Bellas Artes "San Alejandro", La Habana, Cuba.

## Exposiciones Personales
Sus exposiciones personales se presentaron:
- En 1958 "Ángel Acosta León" Galería Habana, Arte y Cinema La Rampa, La Habana.
- En 1990 en Galerie du Dragon, París, Francia y en el Museo Nacional de Bellas Artes, Santiago de Chile, Chile.

## Exposiciones Colectivas
- En 1959 participa en una exposición colectiva durante la 5a. Bienal de São Paulo, Parque Ibirapuera, Sao Paulo, Brasil y en el Salón Anual 1959. Pintura, Escultura y Grabado del Museo Nacional de Bellas Artes de La Habana.
- En 1960 fue visto en la muestra Pintura contemporánea cubana, durante la Segunda Bienal interamericana de México. Palacio de Bellas Artes. Museo Nacional de Arte Moderno,, D.F., México.
- En 1961 en la VI Bienal de Sao Paulo. Museu de Arte Moderna. Parque Ibirapuera, Sao Paulo, Brasil
- En el 2000 en "La gente en casa". Colección contemporánea, durante la 7.ª. Bienal de La Habana en el Museo Nacional de Bellas Artes de La Habana.

## Premios
Su premio más importante fue en 1959 Premio Adquisición. Salón Anual 1959. Pintura, escultura y grabado, Museo Nacional de Bellas Artes, La Habana.

## Obras en Colección
Su obra está presente en:
- La colección de Casa de las Américas de La Habana
- El Museo Nacional de Bellas Artes

## Muerte
Se suicidó, lanzándose al mar, durante travesía marítima Holanda-La Habana, el 5 de diciembre de 1964.